# Битка при Манимани
Битката при Манимани е неуспешен опит за морски десант на американците западно от Хавана и е едно от последните стълкновения в Испано-американската война в Куба.

## Битката
На 23 юли 1898 г. лейтенант Джон У. Хърд закотвя силите си в устието на река Манимани и започва да разтоварва провизии, предназначени за кубинските революционери, действащи в северозападна Куба, без да знае, че испанците са научили за присъствието му и подготвят голяма кавалерия в околностите.
Хващайки американците неподготвени, испанската кавалерия напредва към плажа и открива огън по десантните групи. Хърд нарежда на хората си да се прикрият и да отговорят на огъня. Поразявани от точни американски залпове, испанците се оттеглят обратно в джунглата.
Лейтенант Хърд използва временната почивка, за да нареди незабавно отстъпление, евакуирайки ранените си на USS „Wanderer“ и подготвяйки се да вдигне котва точно когато испанците се появяват отново, отприщвайки масиран огън по тези на палубата.

## Последица
За забележителното си спокойствие и смелост в разгара на битката при Манимани, Джон У. Хърд по-късно е награден с Медал на честта, отбелязвайки, че „след като двама мъже са застреляни от испанците, докато предават заповеди към машинното отделение на „Wanderer“, корабът е неподготвен, този офицер заема длъжността от тях, и лично предава заповедите, като остава на поста си, докато корабът излиза от опасност."